# قرار مجلس الأمن التابع للأمم المتحدة رقم 893
قرار مجلس الأمن التابع للأمم المتحدة رقم 893، المتخذ بالإجماع في 6 كانون الثاني / يناير 1994، بعد إعادة تأكيد القرارات 812 (1993)، 846 (1993)، 872 (1993) و891 (1993) بشأن رواندا، أشار المجلس إلى أن الحالة في رواندا يمكن أن تكون لها آثار لبوروندي المجاورة وأذن بنشر كتيبة عسكرية ثانية من بعثة الأمم المتحدة لمساعدة رواندا في المنطقة المنزوعة السلاح.
وحث المجلس كلا الطرفين على التعاون مع عملية السلام والامتثال لاتفاقات أروشا وخاصة تشكيل حكومة انتقالية واسعة النطاق في أقرب وقت ممكن. وتم التأكيد على أن استمرار دعم البعثة سيعتمد على تنفيذ اتفاقات أروشا. وتم الترحيب بالمحاولات التي يبذلها الأمين العام بطرس بطرس غالي وممثله الخاص لتحسين الحوار بين الأطراف.
ورحب بالجهود التي تبذلها الدول الأعضاء ووكالات الأمم المتحدة ومنظمة الوحدة الأفريقية والمنظمات غير الحكومية التي قدمت المساعدة الإنسانية. وأخيراً، طُلب إلى الأمين العام أن يواصل رصد حجم وتكلفة بعثة الأمم المتحدة لتقديم المساعدة إلى رواندا.

## روابط خارجية
- نص القرار في undocs.org